# 平田光子
平田 光子（ひらた みつこ）は、日本の経営学者。東海大学経営学部長。

## 略歴
1976年津田塾大学学芸学部英文学科卒業、
日産自動車入社。1989年から1990年までウイリアム・エム・マーサー（現マーサー・ヒューマン・リソース・コンサルティング）経営・組織コンサルタント。
1992年慶應義塾大学大学院経営管理研究科修士課程修了、修士（経営学）。1995年同博士課程修了、博士（経営学）。2014年東京大学大学院教育学研究科博士課程単位取得満期退学。
1999年東海大学政治経済学部経営学科助教授。2001年産能大学大学院経営情報研究科兼任教員。2004年から日本大学大学院グローバル・ビジネス研究科教授を務めたのち、大学院廃止に伴い日本大学生産工学部教授に異動。2022年より東海大学経営学部長。